# Gold Diggers of Broadway
Gold Diggers of Broadway är en amerikansk pre-kod musikalfilm från 1929 i regi av Roy Del Ruth. Filmen är baserat på pjäsen The Gold Diggers från 1919 av Avery Hopwood, som tidigare hade filmats 1923. Den stumfilmsversionen anses dock vara förlorad. I huvudrollerna ses Winnie Lightner och Nick Lucas. Filmen är den andra tvåfärgs Technicolor-långfilmen helt i ljud (efter On with the Show!, som släpptes samma år, även den av Warner Bros). Gold Diggers of Broadway var den tredje filmen, producerad av Warner Bros., som spelades in i färg. Gitarristen och croonern Nick Lucas sjöng i filmen två sånger som kom att bli standards: "Tiptoe Through the Tulips" och "Painting the Clouds with Sunshine".
Som med många av de tidiga Technicolorfilmerna har ingen komplett kopia av filmen överlevt. Av denna film återstår de sista tjugo minuterna, men där saknas dock en sekvens och den sista minuten i filmen. Eftersom den delvis anses vara en förlorad film sedan 1970-talet, är den löst baserade nyinspelningen, Gold Diggers 1934, den mest sedda versionen av historien.

## Rollista i urval
- Nancy Welford - Jerry Lamar
- Conway Tearle - Stephen Lee
- Winnie Lightner - Mabel Munroe
- Ann Pennington - Ann Collins
- Gertrude Short - Topsy St Clair
- Lilyan Tashman - Eleanor
- William Bakewell - Wally Saunders
- Nick Lucas - Nick
- Helen Foster - Violet Dayne

## Musiknummer i filmen
- "Song of the Gold Diggers", musik: Joseph Burke, text: Al Dubin, framförs av: WB Vitaphone orchestra och kör
- "Painting the Clouds with Sunshine", musik: Joseph Burke, text: Al Dubin, framförs av: Nick Lucas med WB Vitaphone orchestra och kör
- "And Still They Fall in Love", musik: Joseph Burke, text: Al Dubin, framförs av: Winnie Lightner
- "Song of the Gold Diggers", musik: Joseph Burke, text: Al Dubin, framförs av: Nancy Welford
- "Blushing Bride", framförs av: Nancy Welford
- "Mechanical Man", musik: Joseph Burke, text: Al Dubin, framförs av: Winnie Lightner
- "Painting the Clouds with Sunshine" – repris (Nick Lucas med band)
- "Keeping the Wolf from the door", musik: Joseph Burke, text: Al Dubin, framförs av: Winnie Lightner med band
- "Tip-toe thru the Tulips", musik: Joseph Burke, text: Al Dubin, framförs av: Nick Lucas med gitarr och band
- "The Pennington Glide" (Instrumental)
- "The Poison Kiss of that Spaniard" (Instrumental)
- "In a Kitchenette", musik: Joseph Burke, text: Al Dubin, framförs av: Nick Lucas på gitarr
- "Go to Bed", musik: Joseph Burke, text: Al Dubin, framförs av: Nick Lucas på gitarr
- "What Will I Do Without You?", musik: Joseph Burke, text: Al Dubin, framförs av: Nick Lucas på gitarr
- "Tiptoe Through the Tulips" – repris (Nick Lucas med WB Vitaphone orchestra och kör)
- Final: Nancy Welford med WB Vitaphone orchestra – "Song of the Gold Diggers" /"Tip-toe thru the Tulips" (instrumental, WB Vitaphone orchestra) /"Painting the Clouds with Sunshine" (instrumental, WB Vitaphone orchestra) och kör /"Mechanical Man" (instrumental, WB Vitaphone orchestra) / Nancy Welford med WB Vitaphone orchestra – "Song of the Gold Diggers" – repris och final.